# Ljubodrag Đurić
Ljubo(drag) Đurić, srbski general, * 25. julij 1917, † 10. julij 1988. (samomor s pištolo).

## Življenjepis
Leta 1939 je vstopil v KPJ in leta 1941 v NOVJ. Med vojno je bil poveljnik 2. proletarske brigade in 2. proletarske divizije, namestnik poveljnika GŠ NOV in PO Srbije in ob koncu vojne poveljnik Beograda.
Po vojni je leta 1947 prešel v civilno sfero. S svojim nastopom je povzročil škandal na 6. kongresu KPJ 1952 v Zagrebu, zaradi česar so zahodni mediji "Sixth Congress" preimenovali v "Sex Congress".